# Lubuk Bumbun
Lubuk Bumbun is een bestuurslaag in het regentschap Merangin van de provincie Jambi, Indonesië. Lubuk Bumbun telt 2374 inwoners (volkstelling 2010).